# Fallowfield (Manchester)
Fallowfield ist ein Distrikt von Manchester, England, 5 km südlich des Stadtzentrums. Der Anteil von Studenten an der Bevölkerung ist sehr hoch, da in diesem Stadtteil  u. a. die Wohnheime Fallowfield Campus und Owens Park (ein Hochhaus) gelegen sind.

## Geschichte
Die erste urkundliche Erwähnung stammt aus dem Jahr 1317 als Fallafeld (von dem Besitzer  Jordan de Fallafield). 1530 gab es dann die Bezeichnung Falowfelde.
1891 wurde der Bahnhof von Fallowfield, die Fallowfield Train Station eröffnet.

## Geographie
Fallowfield ist umgeben von Withington im Süden, Whalley Range im Westen, Levenshulme im Osten, sowie Rusholme im Norden. 
In Fallowfield gibt es die öffentlich zugänglichen Parklandschaft Platt Fields Park.

## Persönlichkeiten
- Thomas Ashton (1855–1933), 1. Baron Ashton of Hyde
- Neil Young (1944–2011), Fußballspieler

## Bilder

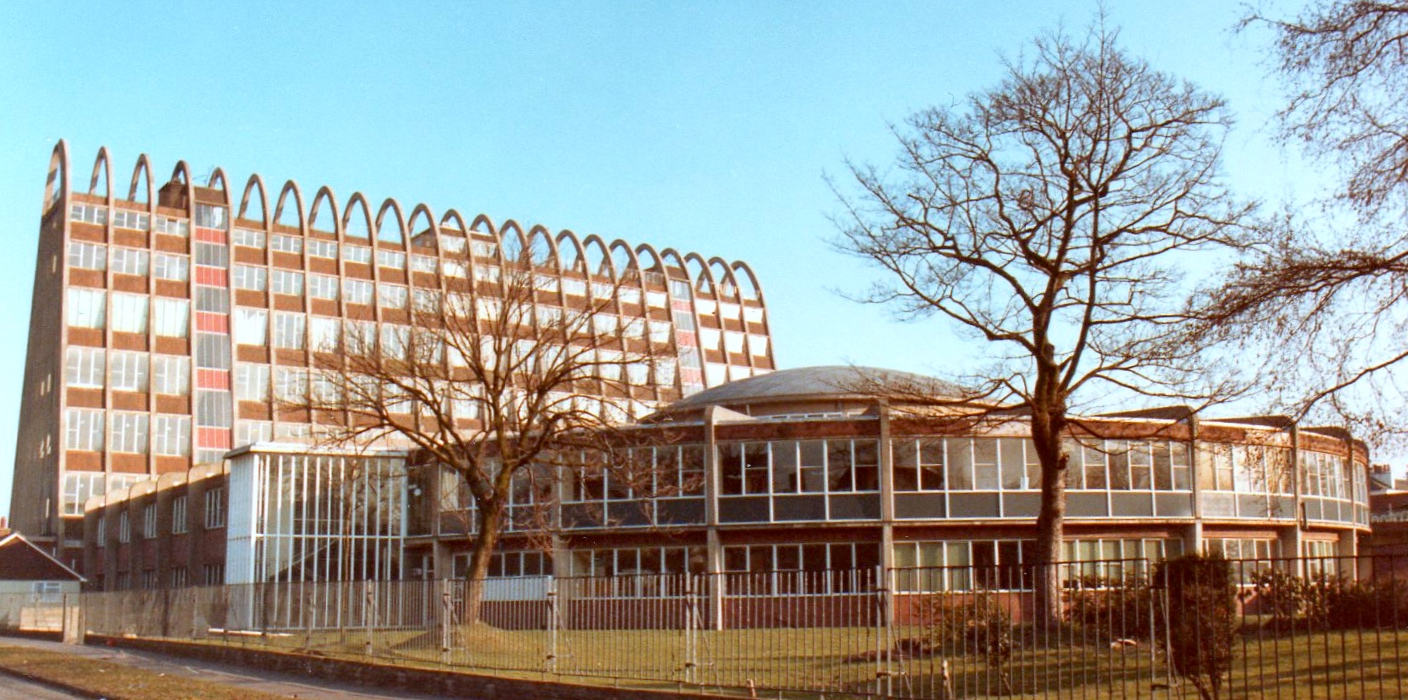
Fallowfield Campus der Manchester Metropolitan University
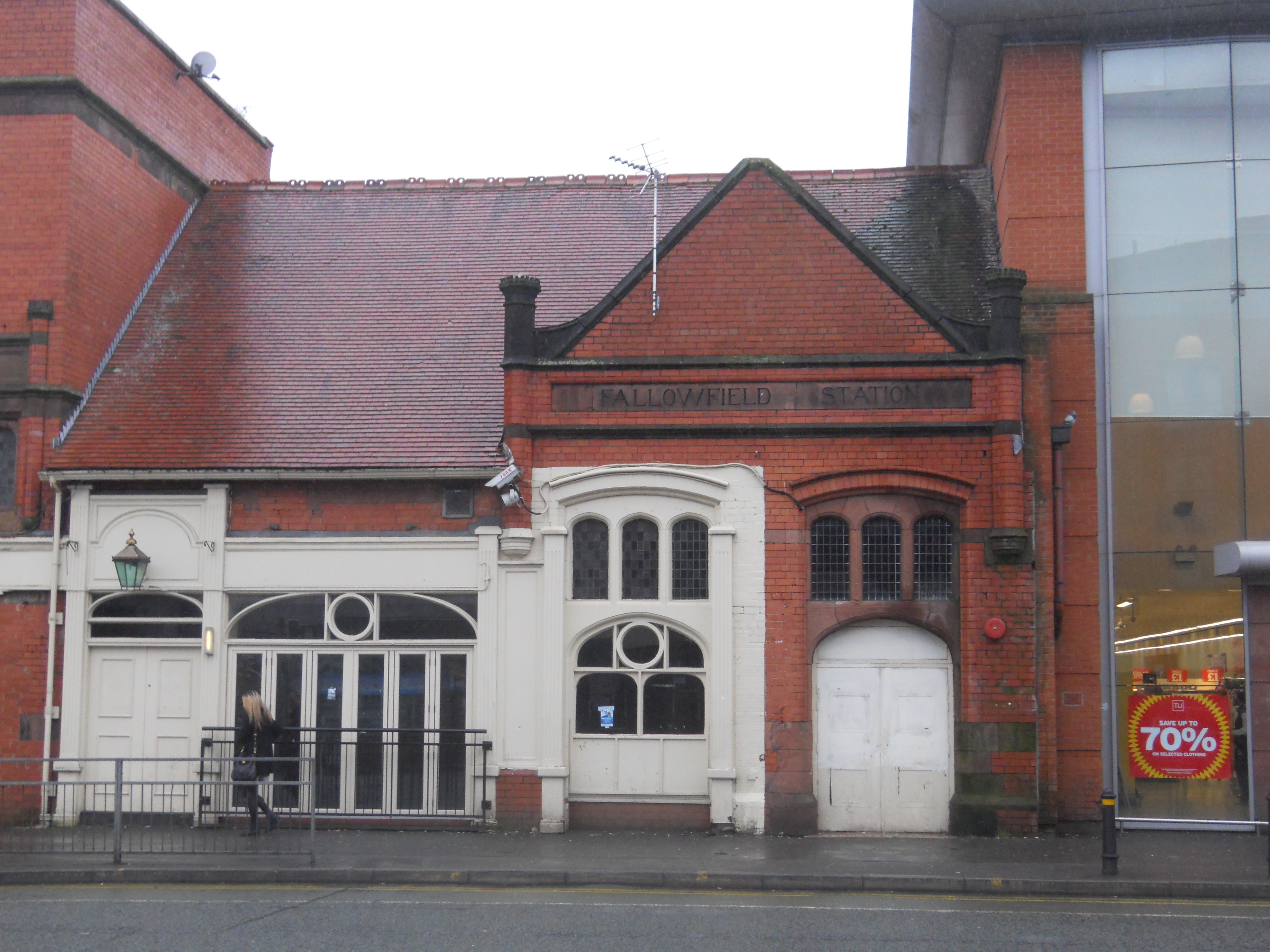
Das Gebäude der Fallowfield Station
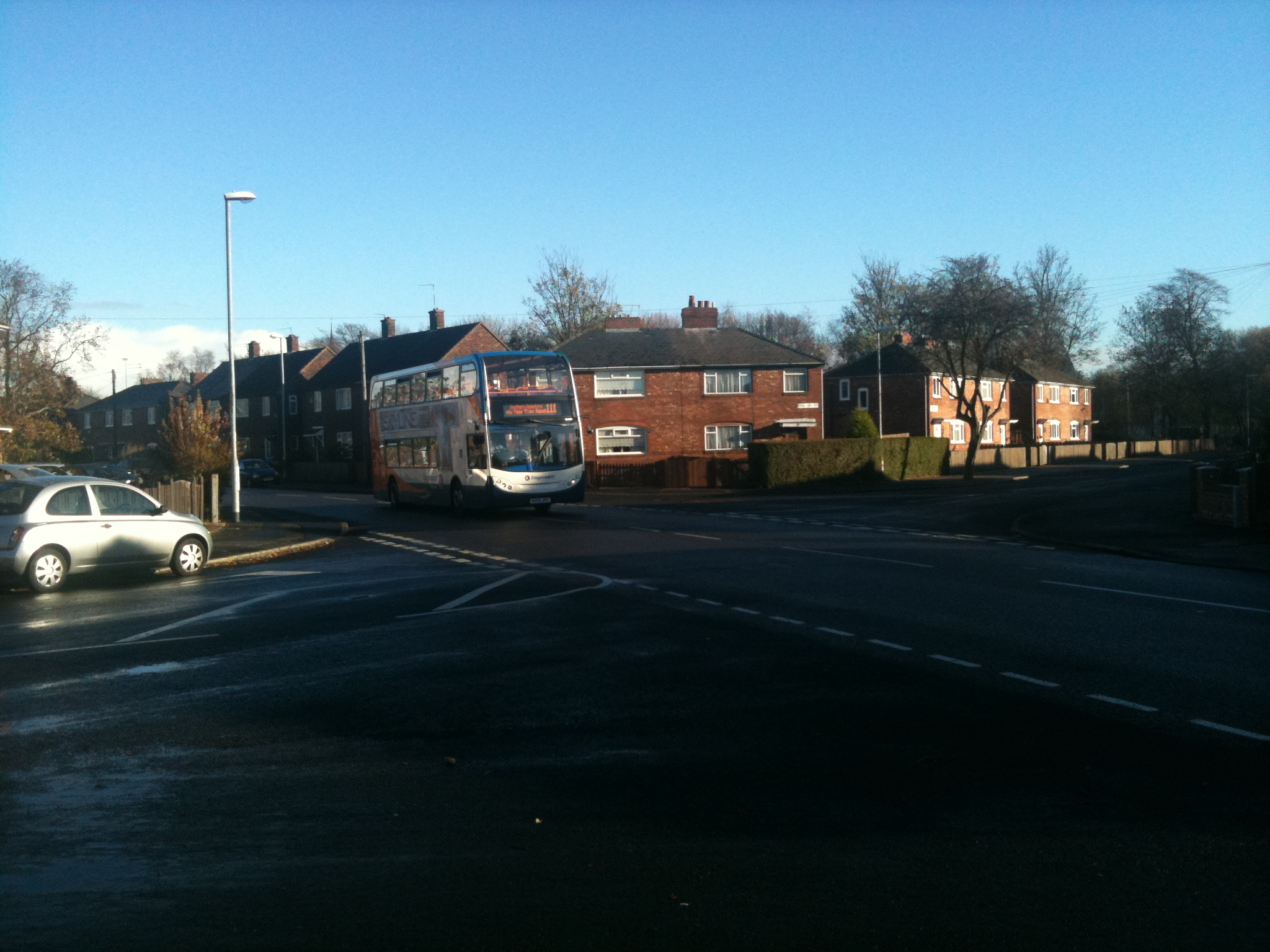
Die Yew Tree Road in Fallowfield